# Селафиїл

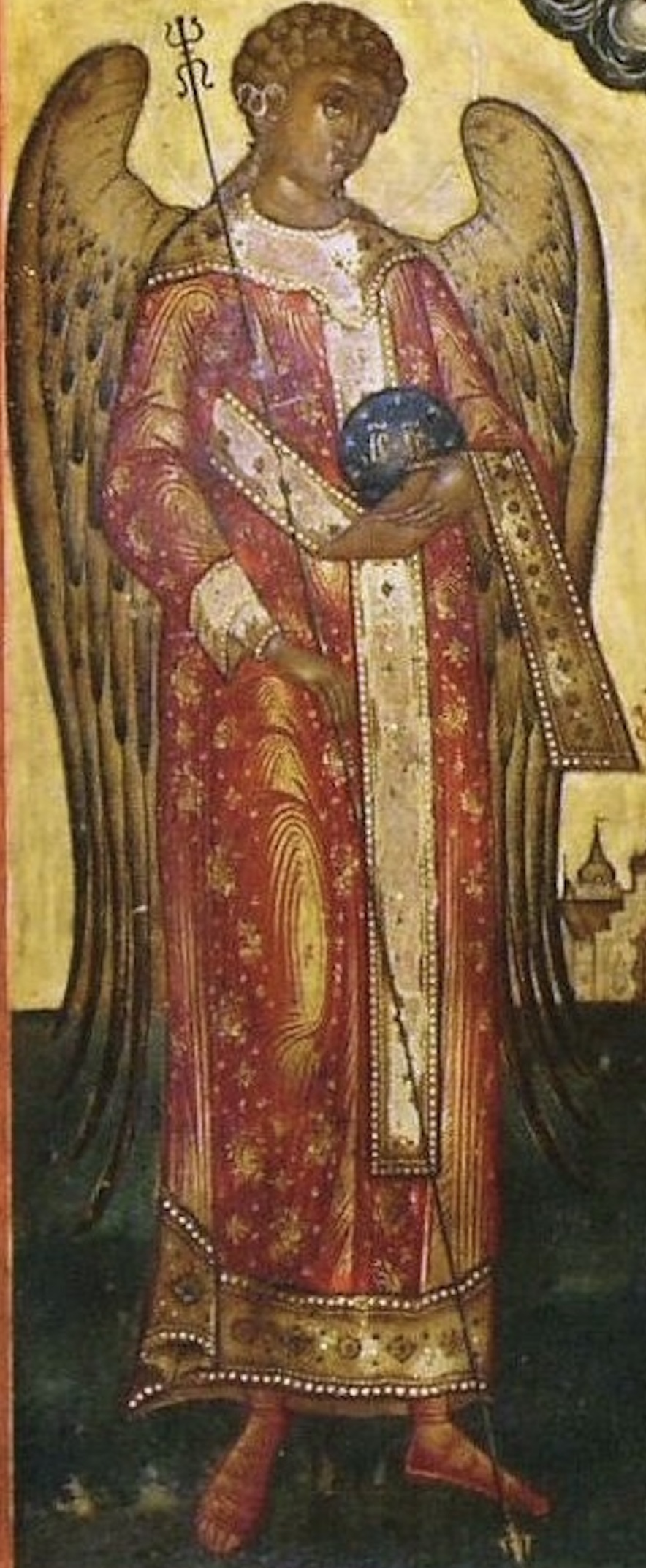
Селафиїл

Святий архангел Селафиїл або Святий Салафиїл, Селатиїл (арамейською צלתיאל Целатіель «Молитва Бога», єврейською שאלתיאל Шеалтіель), деколи ідентифікується зі Салафиїлом з Другої Книги Ездри.
Селафиїл — один зі семи архангелів у східній православній традиції та у традиційному народному католицизмі. В іконографії, коли його зображують самим чи з індивідуальними характеристиками, Селафиїла представляють у стані смиренної молитви, з опущеними очима та перехрещеними на грудях руками. Саме молитва є характеризуючою ознакою цього архангела. Православні християни шукають його помочі, коли їхнім молитвам перешкоджають відволікання, неуважність чи холодність. У католицькій традиції він зображується несучим дві риби, завішених на жилці, та посох з флягою для води, прив'язаною до нього.